# Prisión de Máxima Seguridad de Luzira
La Prisión de Máxima Seguridad de Luzira (en inglés: Luzira Maximum Security Prison) es una prisión en Luzira, un suburbio de la ciudad de Kampala, en el país africano de Uganda. Parte del Proyecto Prisiones de África, es una de las prisiones más notorias de Uganda. Un proyecto de bienestar se llevó a cabo mediante la instalación de ventanas, iluminación, fontanería, muebles, colchones y ropa de cama en una prisión de 70 camas. La prisión cuenta con una biblioteca de más de 7.000 libros procedentes del Reino Unido.